# Национальный политехнический институт Лотарингии
Национальный политехнический институт Лотарингии — французский национальный политехнический институт, аффилиированный с университетом, относится к академии Нанси-Мец, входит в систему Нанси-Университет.